# Свентокшиська (станція метро)
52°14′09″ пн. ш. 21°00′27″ сх. д. / 52.23583° пн. ш. 21.00750° сх. д.
Свентокшиська (пол. Świętokrzyska) — двоярусна пересадкова станція лінії М1 та лінії М2 Варшавського метрополітену.

## Історія
Станція відкрита 11 травня 2001 року. Вестибюль розташований під рогом вулиць Маршалковської та Свентокшиської.
З 2015 року A-14 Świętokrzyska — пересадкова станція на лінію М2 (C-11 Świętokrzyska, відкрита 8 березня 2015). Станція облаштована тактильним покриттям.

## Верхній ярус на першій лінії
Колонна двопрогінна двоярусна станція мілкого закладення, з острівною платформою 12 м завширшки і 120 м завдовжки. В торці платформи є ескалатор і стаціонарні сходи та ліфт. Оздоблення різнокольорове: підлога — сіра та рожева, лави — фіолетові, стеля — темно-синя, колійні стіни — зелені

## Нижній ярус на другій лінії
Колонна трипрогінна станція глибокого закладення (глибина закладення — 19 м), з острівною платформою 27 м завширшки і 135 м завдовжки. Об'єм станції — 85 343 м³, площа — 15 942 м². Перехід з ярусу на ярус — із західного краю платформи, через тристрічковий ескалатор, із східного — тристрічковий ескалатор на вихід. Оздоблення різнокольорове: підлога та колони — сірі, лави, стеля та колійні стіни — жовті. По центру платформи розташовані лави.
Спроєктована польським архітектором Анджеєм М. Холджинським і компанією «Metroprojekt». Розписи колійної стіни були створені Войцехом Фангором, художником польської школи плакату.

## Пересадки на міський транспорт
- Автобуси: 178, 520, N11, N13, N14, N16, N21, N32, N35, N38, N41, N42, N44, N61, N63, N64, N66, N71, N85, N88, N91
- Трамвай: 4, 15, 18, 35

## Галерея

Верхній ярус
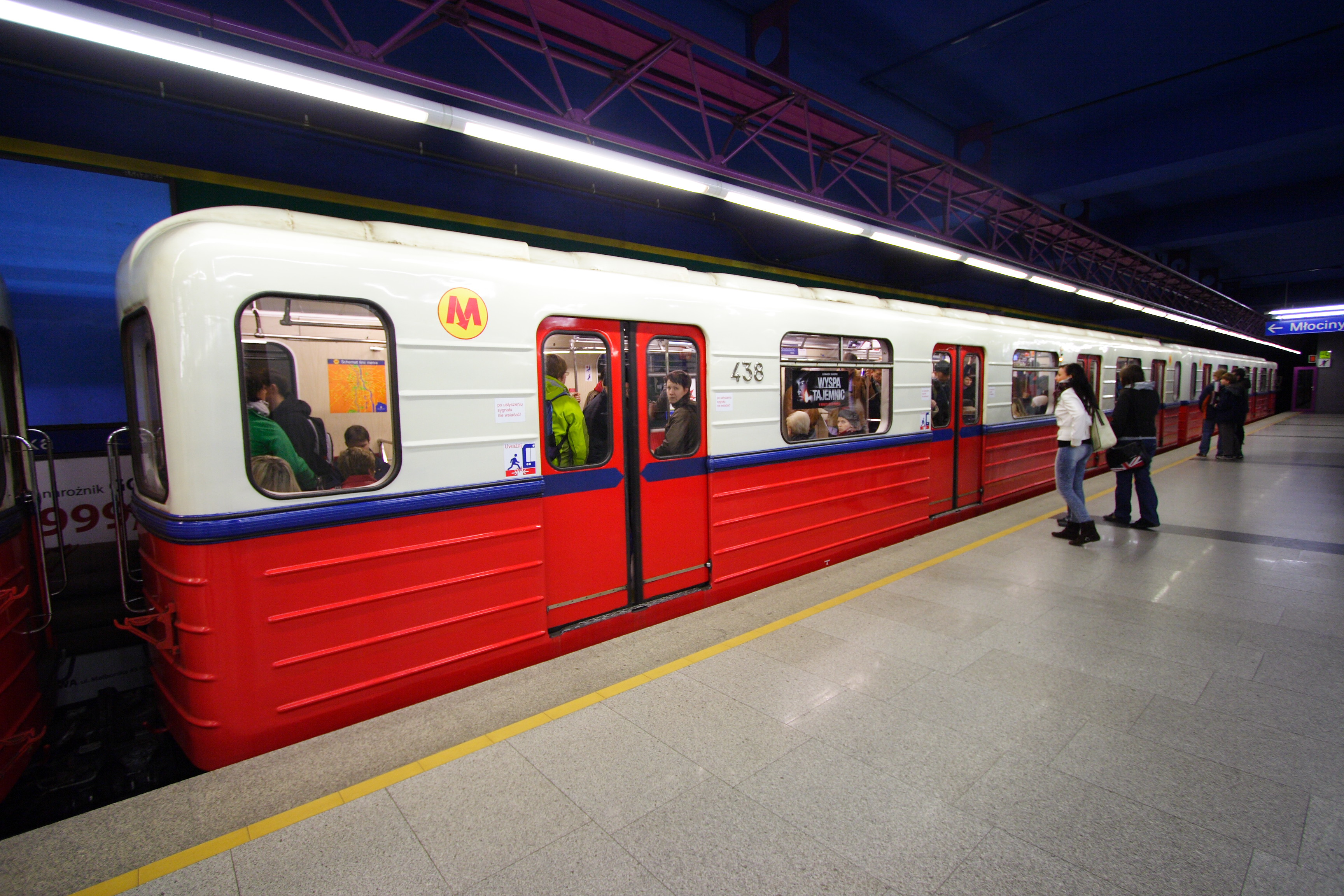
Поїзд російського виробництва
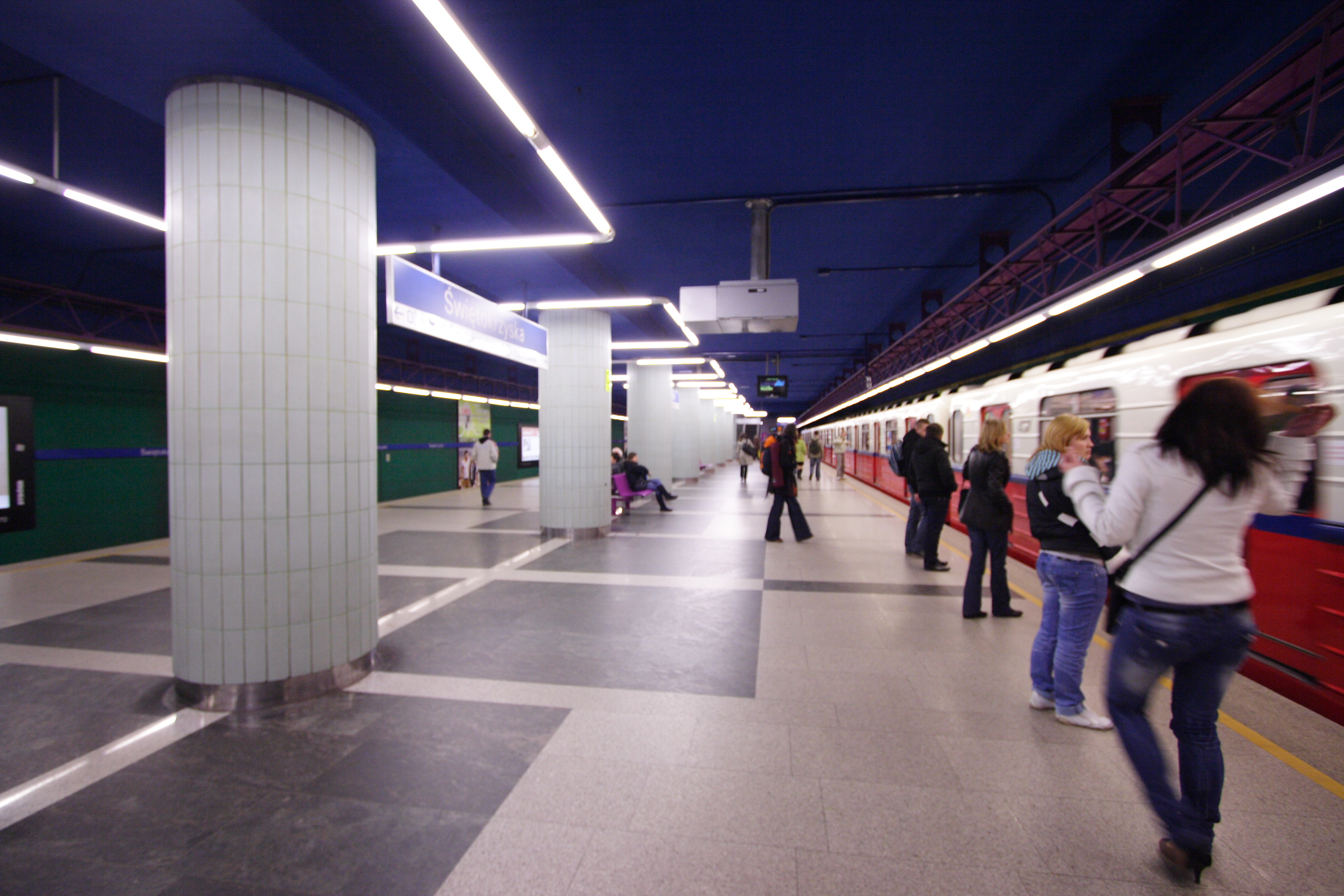
Платформа станції